# WCW 월드 텔레비전 챔피언십
WCW 월드 텔레비전 챔피언십(WCW World Television Championship)은 WCW의 챔피언 타이틀이었다. WCW에서는 중간급 챔피언십을 나타내며 유나이티드 스테이츠 챔피언십과 같은 급이 된다. 그러나 WCW에서는 유나이티드 스테이츠 챔피언십과는 달리 본 타이틀이 트리플 크라운 챔피언십에 인정되지 않는다. 1974년 짐 크로켓이 운영하는 미드-애틀란틱 레슬링에서 NWA 미드-애틀란틱 텔레비전 챔피언십으로 시작되어 중간에 NWA 텔레비전 챔피언십이나 NWA 월드 텔레비전 챔피언십이란 이름으로 보유하였다. WCW가 NWA연맹에서 탈퇴한 시기에는 WCW 월드 텔레비전 챔피언십으로 활동하다가 WWF (WWE의 전신)에 몰락 직전에 2000년 에릭 비숍과 빈스 루쏘에 의해 짐 더간을 끝으로 역사속에서 사라졌다.

## 기록들
- 초대 챔피언 : 대니 밀러
- 마지막 챔피언 : 짐 더간
- 최장수 챔피언 : 툴리 블랜챠드 (353일)
- 최단 기간 챔피언 : 렉스 루거, 크리스 벤와, 부커 T (1일)
- 최다 챔피언 : 부커 T (6회)
- 최중량급 챔피언 : : 스티비 레이 (131kg)
- 최경량급 챔피언 : 울티모 드래곤 (82kg)
- 최고령 챔피언 : 짐 더간 (46세)
- 최연소 챔피언 : 알렉스 와이트 (22세)

## 역대 타이틀 명칭
| 연도          | 이름                                |
| ------------- | ----------------------------------- |
| 1974년~1977년 | NWA 미드-애틀란틱 텔레비전 챔피언십 |
| 1977년~1985년 | NWA 텔레비전 챔피언십               |
| 1985년~1991년 | NWA 월드 텔레비전 챔피언십          |
| 1991년~2000년 | WCW 월드 텔레비전 챔피언십          |

## 역대 챔피언
- 대니 밀러
- 아이번 콜로프
- 폴 존스
- 릭 플레어
- 안젤로 모스카
- 미스터 레슬링
- 그레이그 발렌타인
- 루퍼스 R. 존스
- 리키 스팀보트
- 버른 본 래스크
- 자니 위버
- 마스키드 슈퍼스타
- 로디 파이퍼
- 스위트 에보니 다이아몬드(락키 존슨)
- 론 배스
- 지미 발렌타인
- 조스 레덕
- 배드 레로이 브라운
- 마이크 로턴도
- 딕 슬레이터
- 그레이트 카부키
- 마크 영블러드
- 툴리 블랜챠드
- 더스티 로즈
- 안 앤더슨
- 니키타 콜로프
- 릭 스타이너
- 스팅
- 그레이트 무타
- 제트맨
- 바비 이턴
- 스티브 오스틴
- 바리 윈드햄
- 스캇 스타이너
- 폴 온도프
- 로드 스티븐 리갈(윌리엄 리갈)
- 래리 지비스코
- 자니 B. 배드(마크 메로)
- 레네게이드
- 다이아몬드 달라스 페이지
- 렉스 루거
- 프린스 로키
- 울티모 드래곤
- 알렉스 와이트
- 디스코 인페르노
- 페리 새턴
- 부커 T
- 릭 마텔
- 크리스 벤와
- 핏 핀레이(데이비드 핀레이)
- 스티비 레이
- 크리스 제리코
- 코난
- 스캇 홀
- 짐 더간

## 같이 보기
- WWE 인터콘티넨탈 챔피언십
- WCW 유나이티드 스테이츠 챔피언십
- WWE 유러피언 챔피언십
- WWE 하드코어 챔피언십
- TNA 킹 오브 더 마운틴 챔피언십